# Alseodaphne glaucina
Alseodaphne glaucina är en lagerväxtart som först beskrevs av Auguste Jean Baptiste Chevalier och Liou Ho, och fick sitt nu gällande namn av A.J.G.H.Kostermans. Alseodaphne glaucina ingår i släktet Alseodaphne och familjen lagerväxter. Inga underarter finns listade i Catalogue of Life.